# موسكو 2042 (رواية)
موسكو 2042، هي رواية من تأليف المؤلف الروسي فلاديمير فوينوفيتش صدرت عام 1986. الكتاب هو محاكاة ساخرة للروس والاتحاد السوفيتي، وهو يستند بشكل فضفاض إلى كتاب «1984» لجورج أورويل.

## القصة
في العام 1986، عندما كان الاتحاد السوفياتي يقترب من نهايته، حاول روائي روسي ساخر تخيل مستقبل وطنه. الروائي يتخيل مستقبل وطنه، من خلال رجل بائس يقوم برحلة إلى القرن 21.
بطل الرواية، كاتب مستقل يُدعى فيتالي نيكيتيش كارتسيف، استقل رحلة فضائية عام 1982، ليهبط في المستقبل وبالتحديد في عام 2042، ليكتشف روسيا القرن الحادي والعشرين.
لقد تصور وصول شخص إلى سدة الحكم كان قد ارتقى في صفوف الـ «كي جي بي»، واستخدم الحرب لتعزيز سلطته، ورقى زملاءه الأمنيين السابقين إلى مناصب متنفذة، وادعى أنه يستمد السلطة من الكنيسة الأرثوذكسية الروسية وسيطر على حكم البلاد لعقود، وبعبارة أخرى تنبأ الكاتب بقدوم فلاديمير بوتين.